# Radu Malfatti

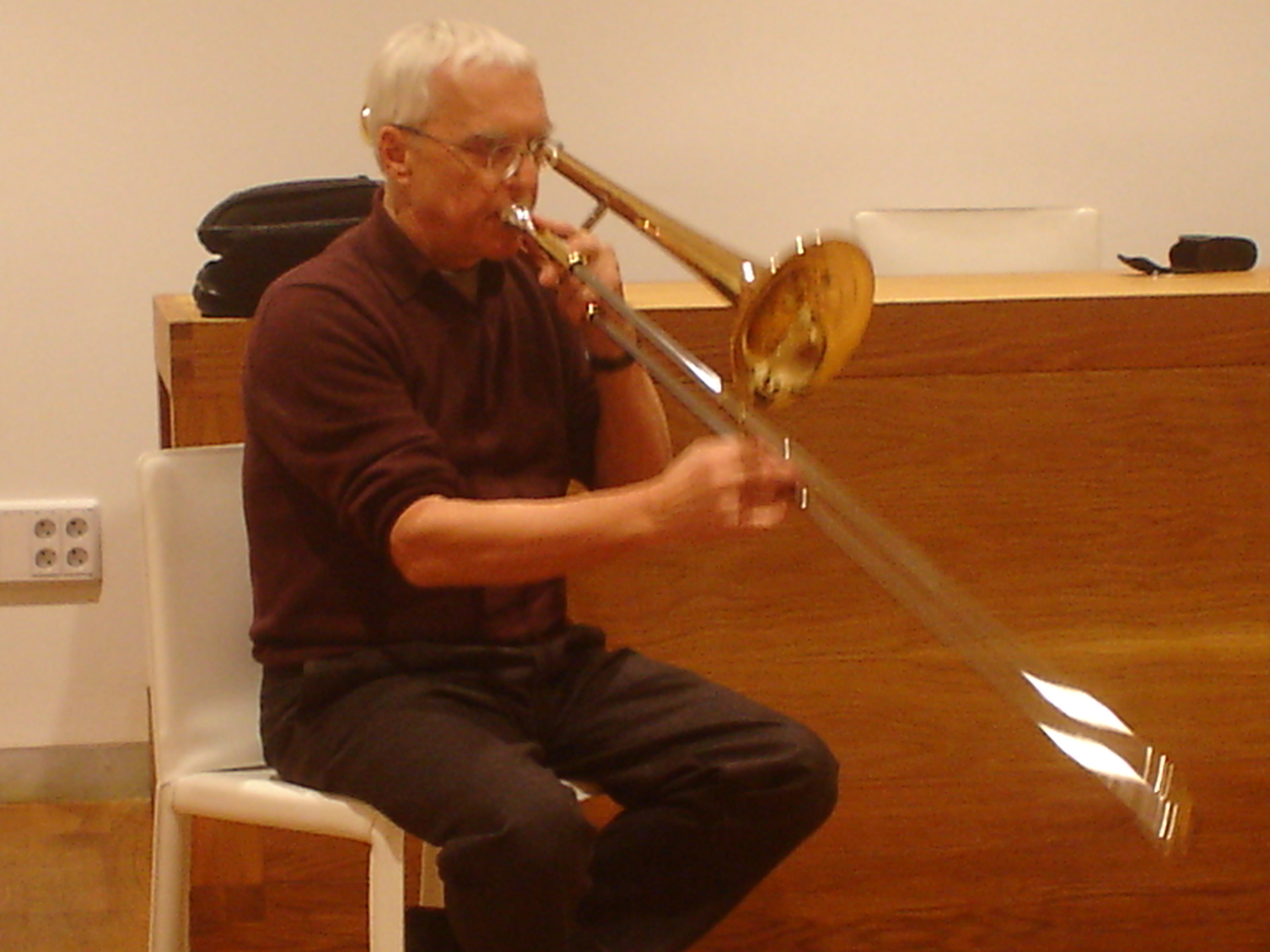
Radu Malfatti

Radu Malfatti (* 16. Dezember 1943 in Innsbruck) ist ein österreichischer Posaunist des freien Jazz und der improvisierten Musik, der zunehmend als Komponist tätig ist. 

## Leben und Wirken
Malfatti besuchte von 1965 bis 1970 die Universität für Musik und darstellende Kunst Graz, wo er bei Eje Thelin Posaune studierte. Zwischen 1970 und 1972 lebte er in Aachen und Amsterdam und arbeitete mit Paul Lovens, Peter Kowald, Arjen Gorter und Paul Rutherford. 1972 zog er nach London, wo er insbesondere mit Chris McGregors Brotherhood of Breath bekannt wurde, aber auch Ko-Leader von Nicra (mit Nick Evans) war und mit Elton Deans Ninesense, aber auch im Duo mit Harry Miller spielte und aufnahm, aber auch mit Derek Bailey, Evan Parker, Paul Lytton, John Stevens, Trevor Watts, Phil Wachsmann und Hugh Davies improvisierte. Ab 1976 lebte er in Zürich und Florenz und spielte mit Stephan Wittwer, Irène Schweizer, Pierre Favre, Tristan Honsinger, Sean Bergin und Roscoe Mitchell; außerdem wirkte er bei Louis Moholos Album Spirits Rejoice! mit. 1978 zog er wieder Amsterdam, um mit Misha Mengelberg, Fred Van Hove, Maarten Altena, und mit Tony Oxley/Ulrich Gumpert (Ach was!?, 1981) zu arbeiten. 
Zwischen 1981 und 1983 entschied er sich für Ostberlin als Wohnsitz, spielte von dort aber nicht nur mit Hanno Rempel und Andrew Voigt, sondern war auch Mitglied von Barry Guys London Jazz Composers Orchestra, Georg Gräwes GrubenKlangOrchester, Willem van Manens Contraband, Andrea Centazzos Mitteleuropa Orchestra und dem King Übü Orchestrü von Wolfgang Fuchs. Anschließend lebte er in Köln, wo er seine Ohrkiste formierte und u. a. im Duo mit Carin Levine, im Trio mit Phil Wachsmann und Phil Minton, sowie mit Graewe, Ernst Reijseger und Gerry Hemingway, aber auch mit Burkhard Stangl, Paul Lovens, Melvyn Poore und Horst Grabosch arbeitete. Heute lebt er in Wien.
Seit 1981 ist er intensiver mit dem Komponieren beschäftigt; er schreibt vornehmlich für kammermusikalische Besetzungen und gehört seit 1994 zur Komponistengruppe Wandelweiser.